# Premier Salon d'automne allemand
Le Premier Salon d'automne allemand désigne une exposition d'art organisée par Herwarth Walden à Berlin en 1913.

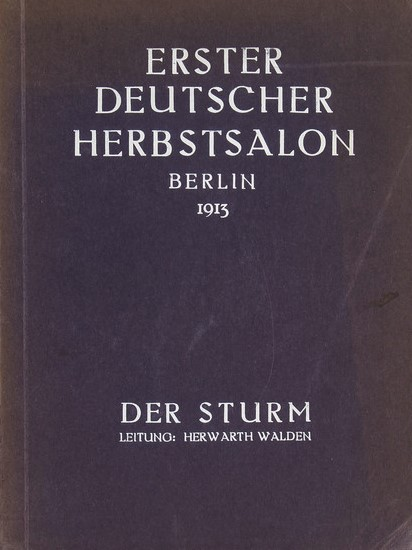
Catalogue

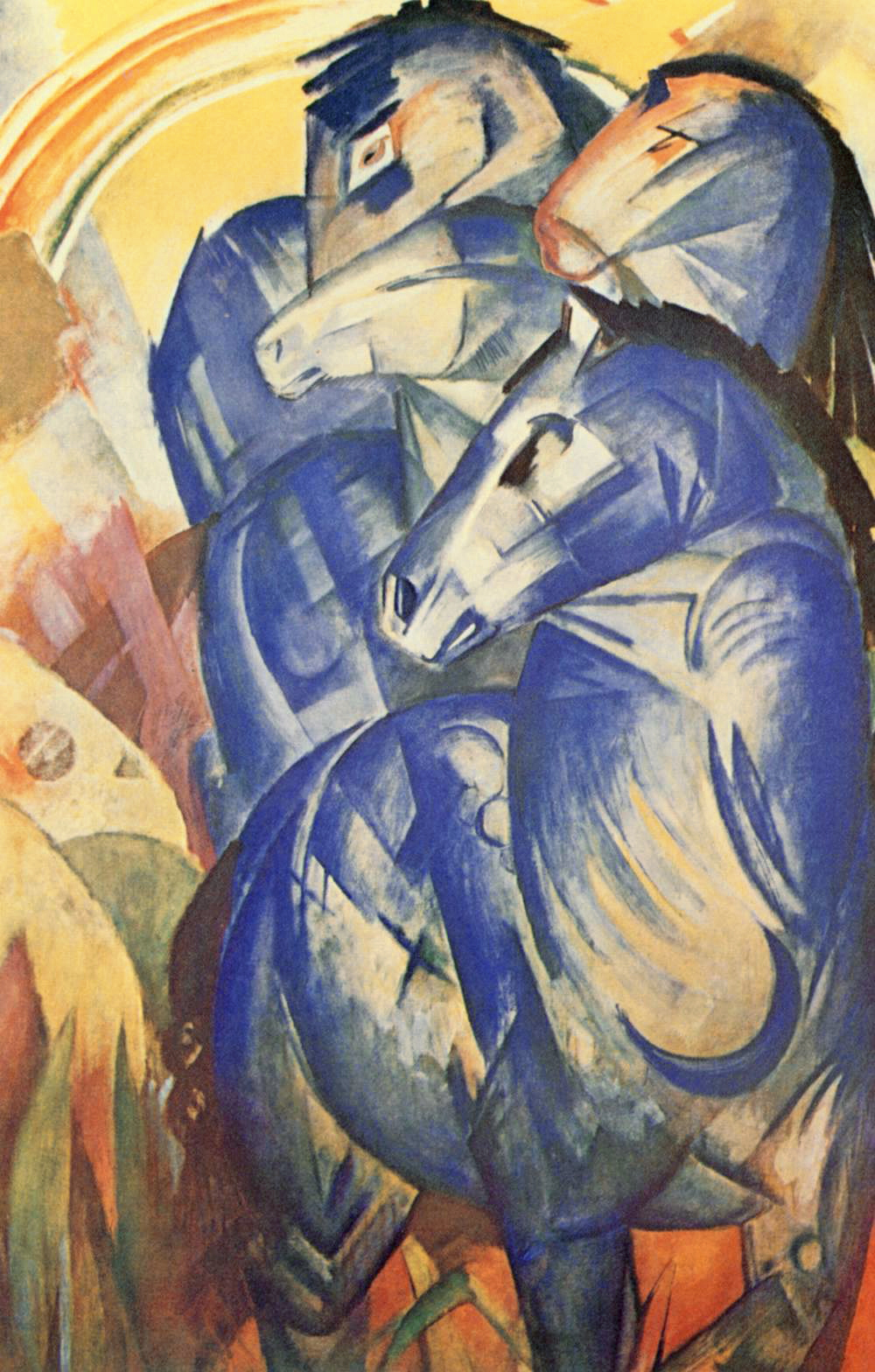
La Tour des chevaux bleus

## Exposition
L'exposition s'est tenue du 20 septembre 1913 au 1er décembre 1913 au troisième étage d'un bâtiment de la Potsdamer Straße, sur 1 200 mètres carrés, près de la galerie Der Sturm.
Le financement est (en partie) assuré par Bernhard Koehler, industriel, mécène et collectionneur d'art.
90 artistes, peintres, sculpteurs et architectes sont nommés dans le catalogue de l'exposition, avec 366 photos, dessins et sculptures. L'exposition est légèrement différente.
La majeure partie des productions proviennent du groupe expressionniste Le Cavalier bleu (Der blaue Reiter).
Les avant-gardes internationales sont bien représentées (futurisme, cubisme, orphisme, etc).
Quelques artistes remarquables de l'époque sont absents, peut-être simplement pour des raisons d'exclusivité.
Ce premier Salon d'automne, en grande partie organisé par Franz Marc, assure une promotion des avant-gardes artistiques, se révèle un échec économique, et ne peut pas être pérennisé.
La plupart des artistes exposés sont considérés plus tard comme relevant de l'art dégénéré, pourchassés, sanctionnés, interdits, et de nombreuses œuvres détruites. La théorie de la dégénérescence est déjà utilisée à propos de telles tendances artistiques, à la Chambre des représentants de Prusse en avril 1913, et dans la presse.
L'expressionnisme, particulièrement allemand, avait déjà connu quelques expositions, à Dresde (1906, Die Brücke) et Munich (1911 et 1912, Der Blaue Reiter), et dans quelques autres villes.
Une exposition commémorative, au sein du Salon d'automne, célèbre Le Douanier Rousseau (1844-1910).

## Artistes présentés (avec reproduction dans le catalogue)
- Jean Arp
- Giacomo Balla
- Willi Baumeister
- Vincenc Beneš (de)
- Albert Bloch
- Umberto Boccioni
- Hanns Bolz
- Patrick Henry Bruce
- Heinrich Campendonk
- Carlo D. Carra
- Marc Chagall
- Robert Delaunay
- Elisabeth Epstein
- Max Ernst
- Lyonel Feininger
- Emil Filla
- Ugo Giannattasio (de)
- Nathalie Gontcharova
- Otto Gutfreund
- Walter Helbig
- Hermann Huber (de)
- Alexej von Jawlensky
- Vassily Kandinsky
- Paul Klee
- Alfred Kubin
- Nikolaï Koulbine
- Reinhold Kündig (de)
- Michel Larionov
- Fernand Léger
- August Macke
- Franz Marc
- Carl Mense
- Gabriele Münter
- Francis Picabia
- Albert August Plasschaert (de)
- Antonín Procházka
- Adriana van Rees-Dutilh (de)
- Otto van Rees (de)
- Luigi Russolo
- Lodewijk Schelfhout (de)
- Paul Adolf Seehaus (de)
- Richard Seewald (de)
- Gino Severini
- Jan Sluijters
- Ardengo Soffici
- Amadeo de Souza-Cardoso
- Stanislaus Stückgold (de)
- Hans Thuar (de)
- Marianne von Werefkin

## Liste des autres artistes exposés (sans illustration au catalogue)
- Egon Adler (de)
- Alexander Archipenko
- Fritz Baumann (de)
- Wladimir Georgijewitsch Bechtejew (de)
- David Bourliouk
- Vladimir Bourliouk
- Gordon Mallet McCouch (1885-1959)[1]
- Sonia Delaunay
- Heinrich Ehmsen
- Leo Gestel (de)
- Albert Gleizes
- Gocar
- Marsden Hartley
- Jacoba van Heemskerck
- Franz Henseler (de)
- Gueorgui Iakoulov
- Pavel Janák
- Oskar Kokoschka
- Joseph Kölschbach (de)
- Adrian Johan Korteweg[2],[3]
- Othon Coubine
- Alfred Loeb
- Helmuth Macke
- Louis Marcoussis
- Corrado-Alberto Mazzei[4]
- Jean Metzinger
- Alexander Pawlowitsch Mogilewskij (de)
- Louis Moilliet
- Piet Mondrian
- Jacques Ernst Sonderegger (de)
- Jakob Steinhardt
- Curt Stoermer (de)
- Charles de Tholey[5]
- Erich Wichmann (de)
- Julio Ortiz de Zárate

L'exposition présente également, mais hors vente, de nombreuses peintures, russes, indiennes, turques, japonaises et chinoises, détenues par Marc et Kandinsky.

## Galerie

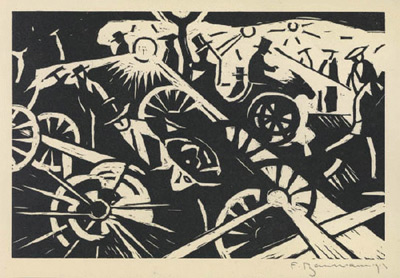
Fritz Baumann, La vie dans la rue
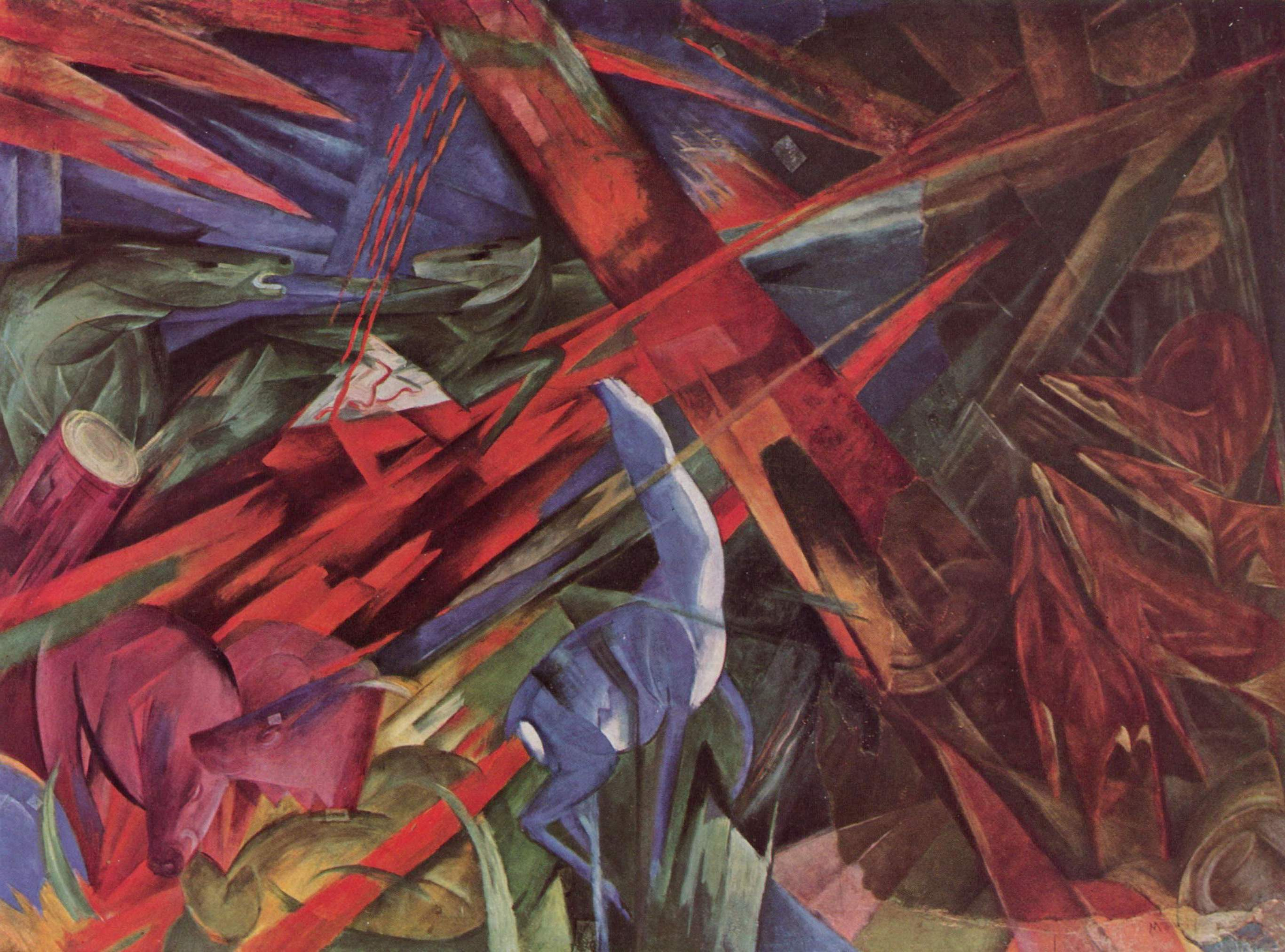
Franz Marc, Destins d'animaux
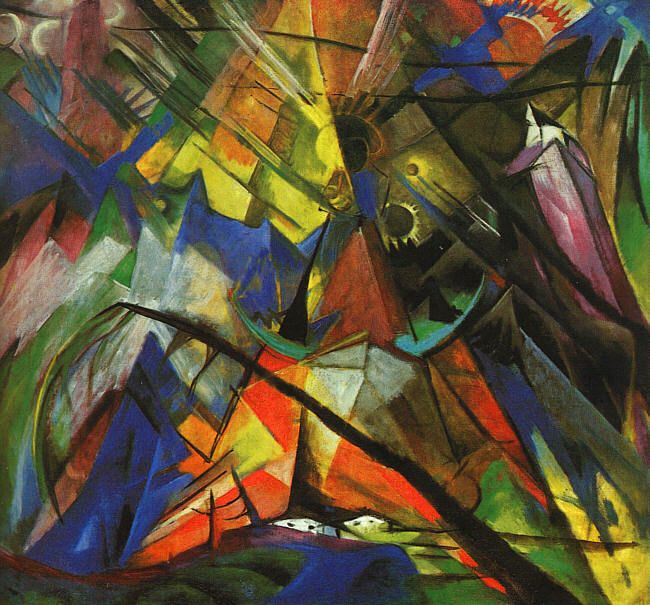
Franz Marc, Tyrol
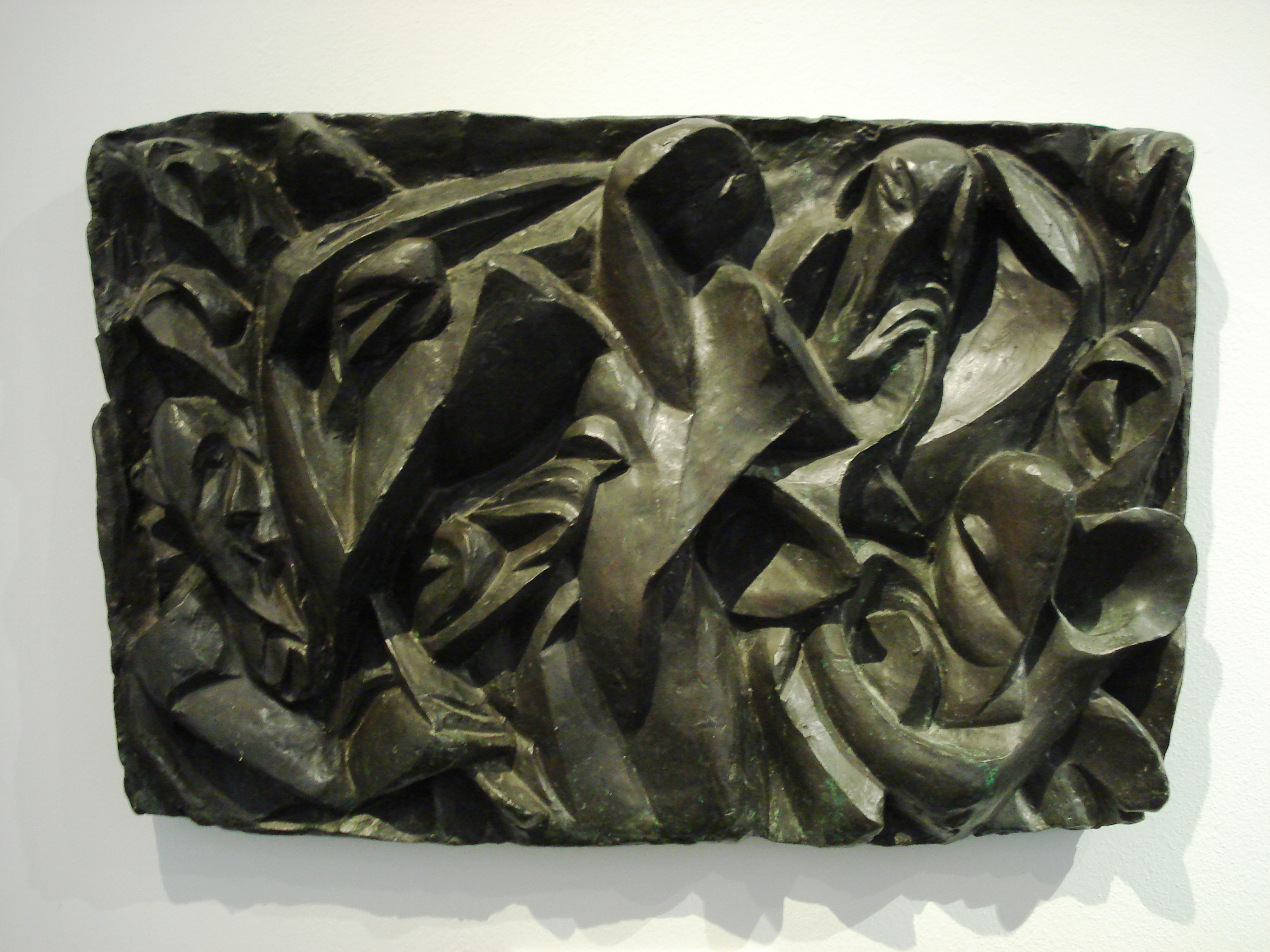
Otto Gutfreund, Concert
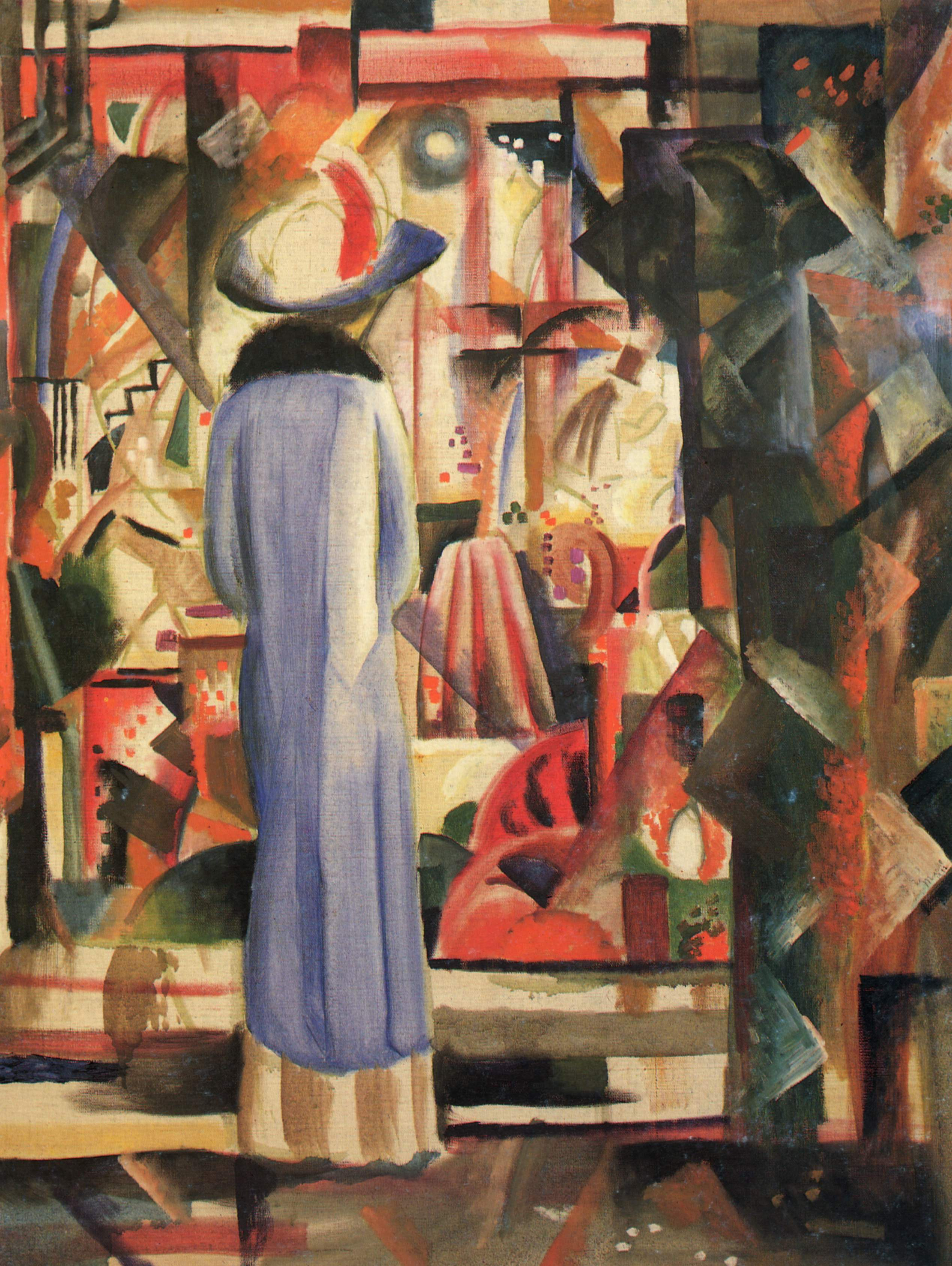
August Macke, Grande vitrine lumineuse
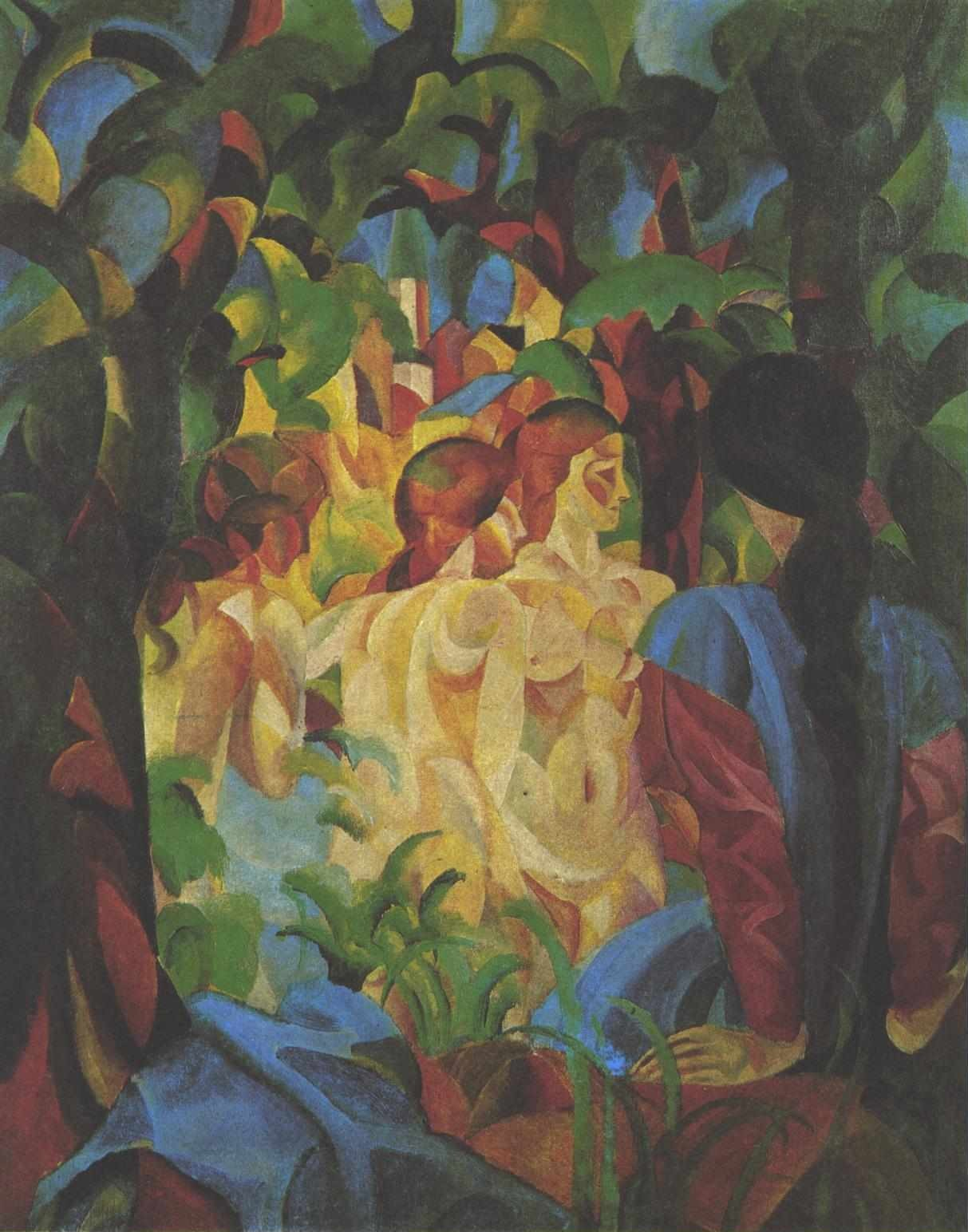
August Macke, Jeunes baigneuse, avec ville en arrière-plan
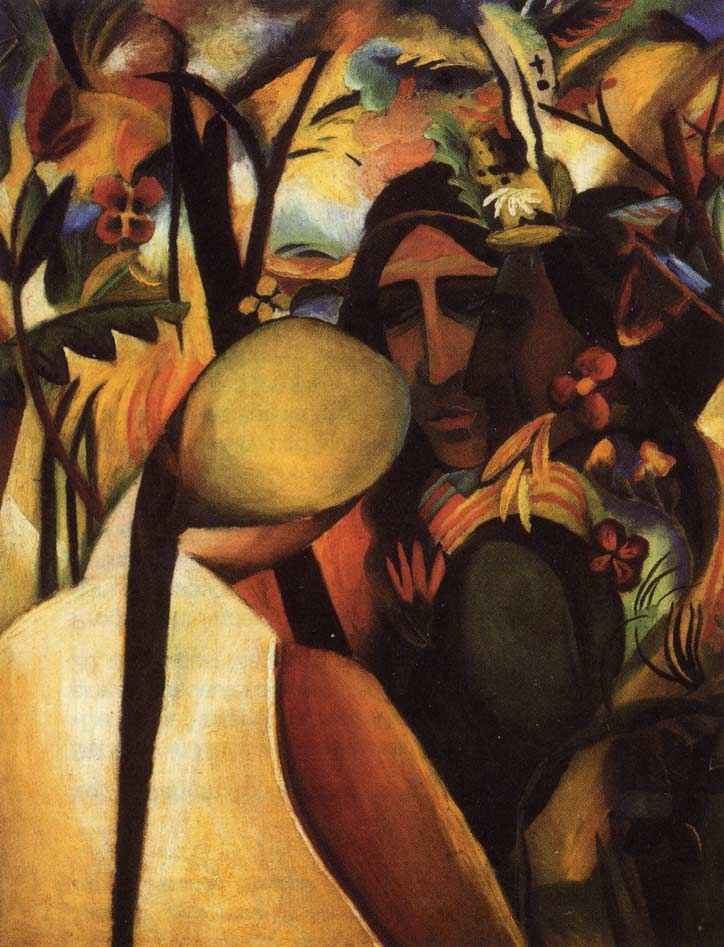
August Macke, Indiens
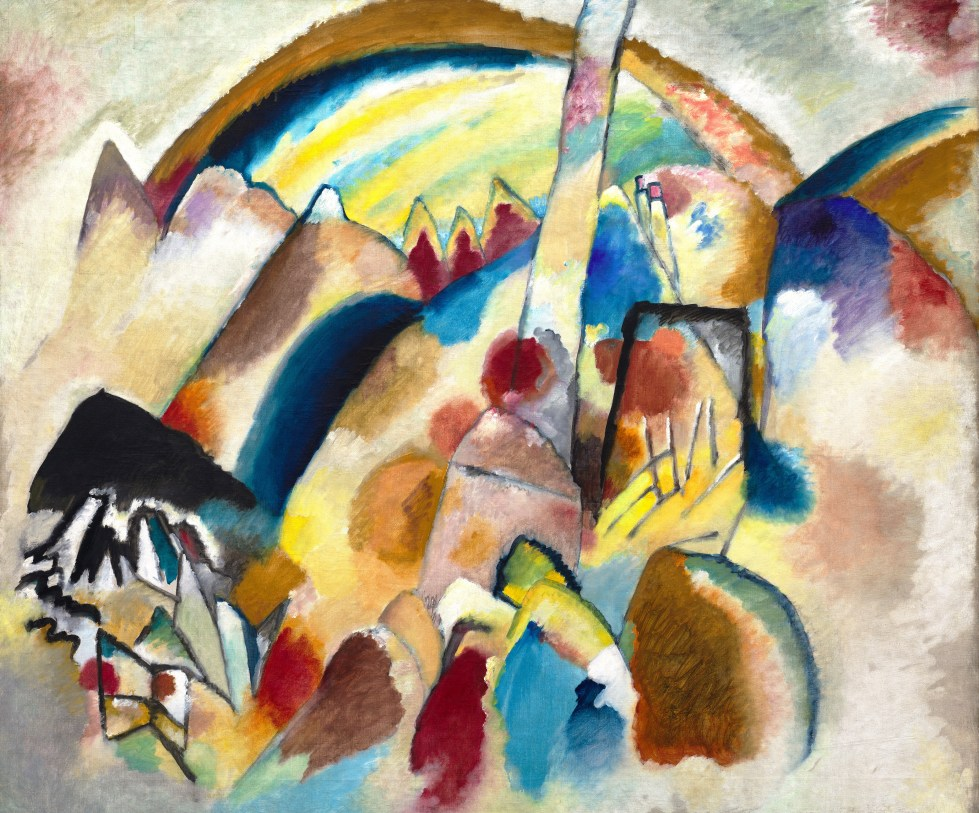
Vassily Kandinsky, Paysage avec taches rouges
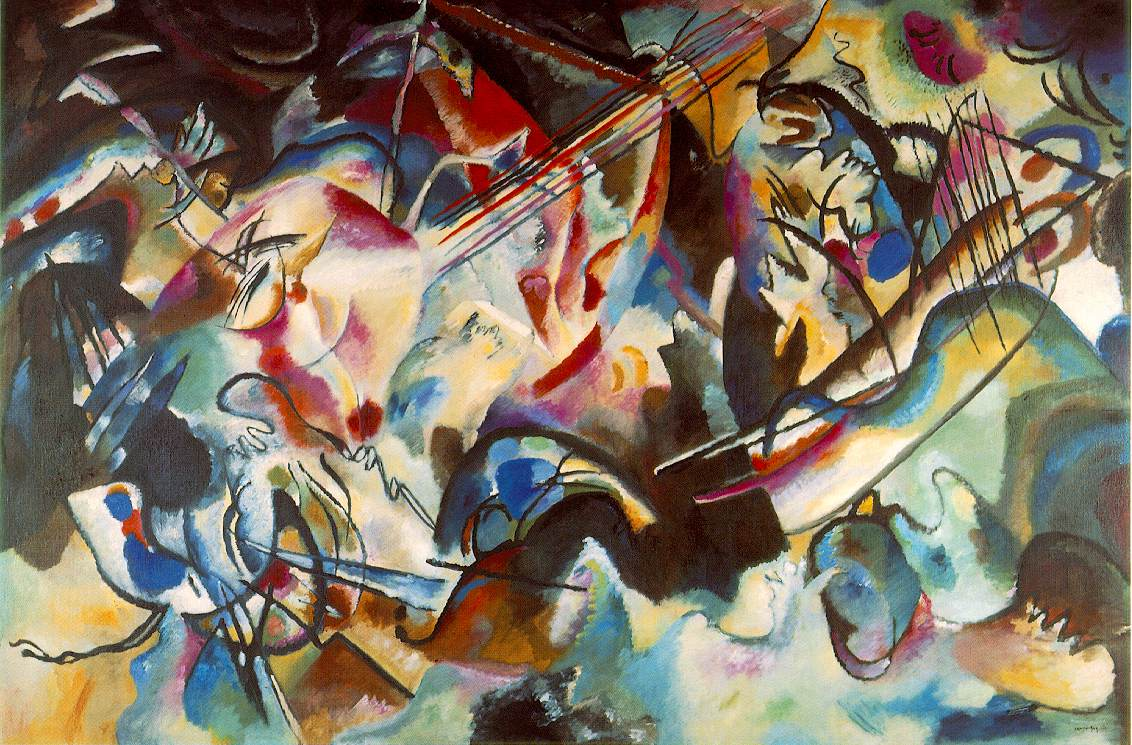
Vassily Kandinsky, Composition VI
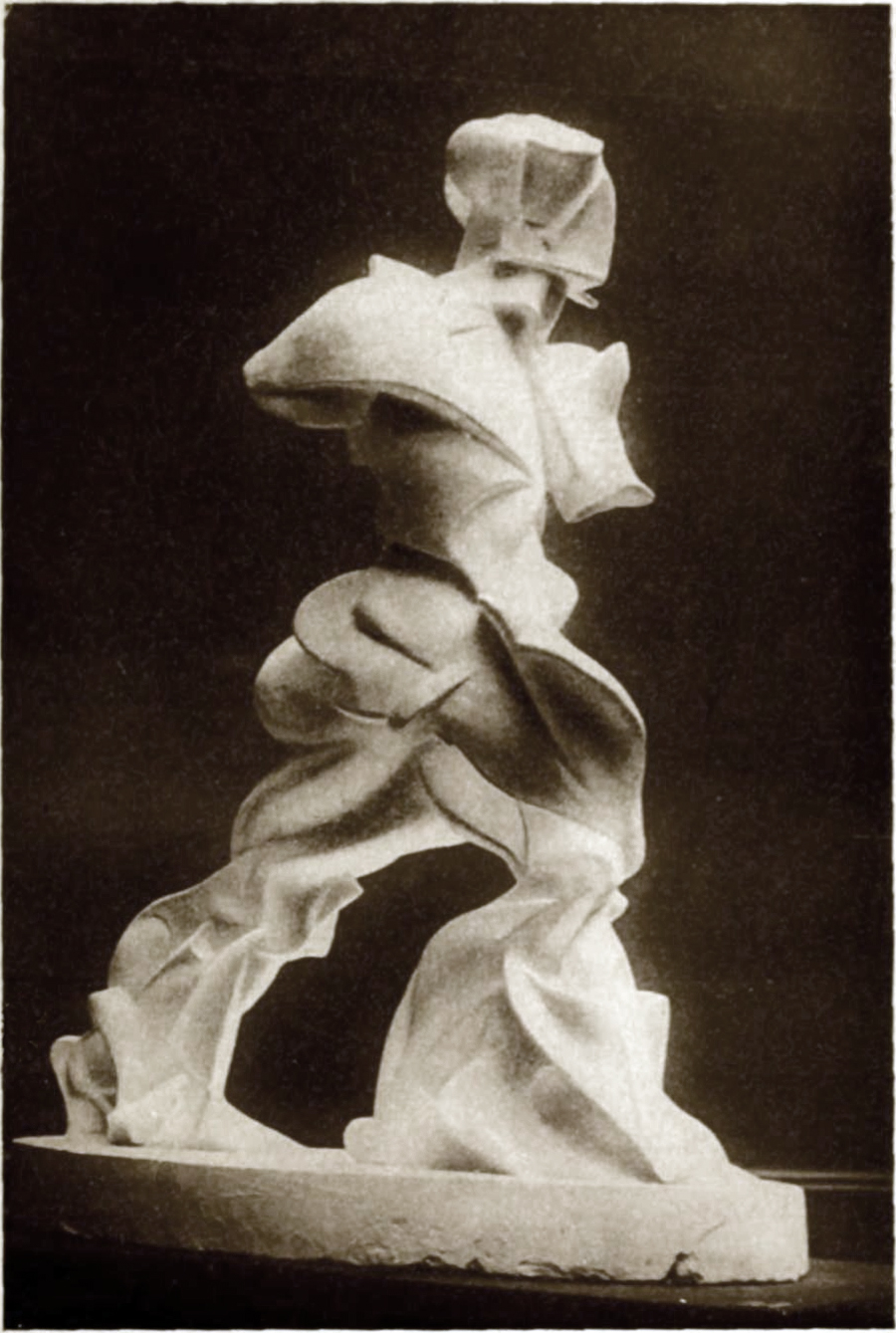
Boccioni, version de L'Homme en mouvement

### Source
- (de) Cet article est partiellement ou en totalité issu de l’article de Wikipédia en allemand intitulé « Erster Deutscher Herbstsalon » (voir la liste des auteurs).